# Lisa Raye
 (mars 2017).
Si vous disposez d'ouvrages ou d'articles de référence ou si vous connaissez des sites web de qualité traitant du thème abordé ici, merci de compléter l'article en donnant les références utiles à sa vérifiabilité et en les liant à la section « Notes et références ».
Pour les articles homonymes, voir Lisa Ray.
Lisa Ray McCoy, plus connue sous le nom de Lisa Raye, est une actrice et styliste. Elle est née à Chicago le 23 septembre 1967,. Elle est la demi-sœur de la rappeuse Da Brat.

## Carrière
Elle a ensuite joué dans le film The Players Club, dirigé et écrit par Ice Cube, et a fait une courte apparition dans The Wood avec Omar Epps. 
Lisa Ray est aussi apparue dans plusieurs clips vidéo dont Toss It Up de Tupac Shakur, Incomplete de Sisqó ou encore Number 1 Spot de Ludacris.
Elle a aussi enregistré le tube Would You? avec le rappeur Benzino.
En 2005, elle a créé sa marque de vêtements : Luxe & Romance, une ligne de lingerie et de jeans pour femme.
Elle joue depuis 2011 dans la série Single Ladies en tant que Keisha.

## Vie privée
Lisa Ray McCoy a eu une fille, Kai, lors d'un premier mariage. 
En avril 2006 elle a épousé Michael Misick. En août 2008, celui-ci a annoncé leur séparation.